# Allan Starski

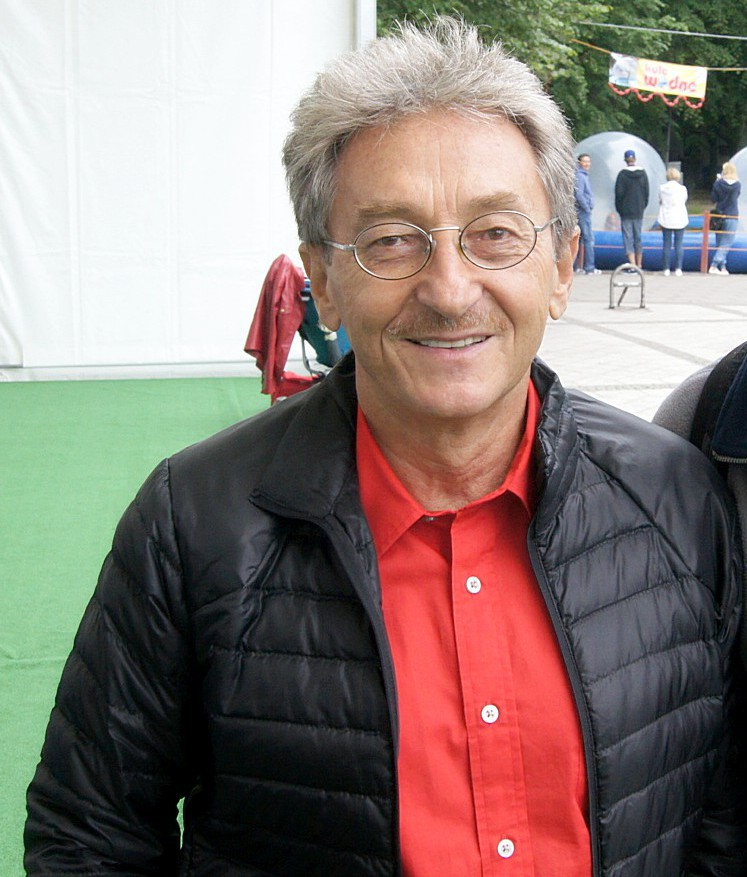
Allan Starski (2012)

Allan Starski (* 1. Januar 1943 in Warschau) ist ein polnischer Szenenbildner.

## Leben und Werdegang
Allan Starski ist der Sohn eines Drehbuchautors und wuchs in der Nähe des Filmstudios Łódź auf. So kam er bereits als Kind mit der Filmwelt in Berührung. Er studierte dann Kunst in Warschau. 
Mit Regisseur Andrzej Wajda realisierte er 1976 den ersten gemeinsamen Film Die Schattenlinie. Seither ist er Szenenbildner für viele von Wajdas Filmen.
Starski ist einer der international anerkanntesten Szenenbildner der Filmbranche. Zu den bekanntesten von ihm ausgestatteten Filmen gehören neben zahlreichen polnischen Filmen auch internationale Produktionen wie Schindlers Liste und Der Pianist. Für Schindlers Liste erhielt er sowohl den Oscar (1994) als auch den LAFCA für das Beste Szenenbild (1993). Für Der Pianist den französischen Filmpreis César für das Beste Szenenbild (2003).

## Filmografie (Auswahl)
- 1976: Die Schattenlinie (Smuga cienia)
- 1977: Der Mann aus Marmor (Człowiek z marmuru)
- 1977: Mit sich allein (Sam na sam)
- 1979: Die Mädchen von Wilko (Panny z Wilka)
- 1980: Der Dirigent (Dyrygent)
- 1981: Der Mann aus Eisen (Człowiek z żelaza)
- 1983: Danton
- 1983: Eine Liebe in Deutschland
- 1985: Ohne Ende (Bez końca)
- 1986: Der Bodensee (Jezioro Bodeńskie)
- 1987: Flucht aus Sobibor (Escape from Sobibor)
- 1990: Korczak
- 1990: Hitlerjunge Salomon
- 1993: Schindlers Liste (Schindler's List)
- 1995: Die Karwoche (Wielki tydzień)
- 1997: Washington Square
- 1999: Pan Tadeusz
- 2001: The Body
- 2002: Der Pianist (The Pianist)
- 2004: Eurotrip (EuroTrip)
- 2004: The I Inside – Im Auge des Todes (The I Inside)
- 2005: Oliver Twist
- 2007: Hannibal Rising – Wie alles begann (Hannibal Rising)
- 2012: Tajemnica Westerplatte
- 2012: Pokłosie